# Daṇḍin
Daṇḍin, 600-talet e.Kr, var en indisk författare som skrev på sanskrit. Daṇḍin skrev romanen Dashakumaracarita ('De tio prinsarnas äventyr'), som inte är helt bevarad.